# Prozessionsaltar (Arnshausen, Lollbachgasse)

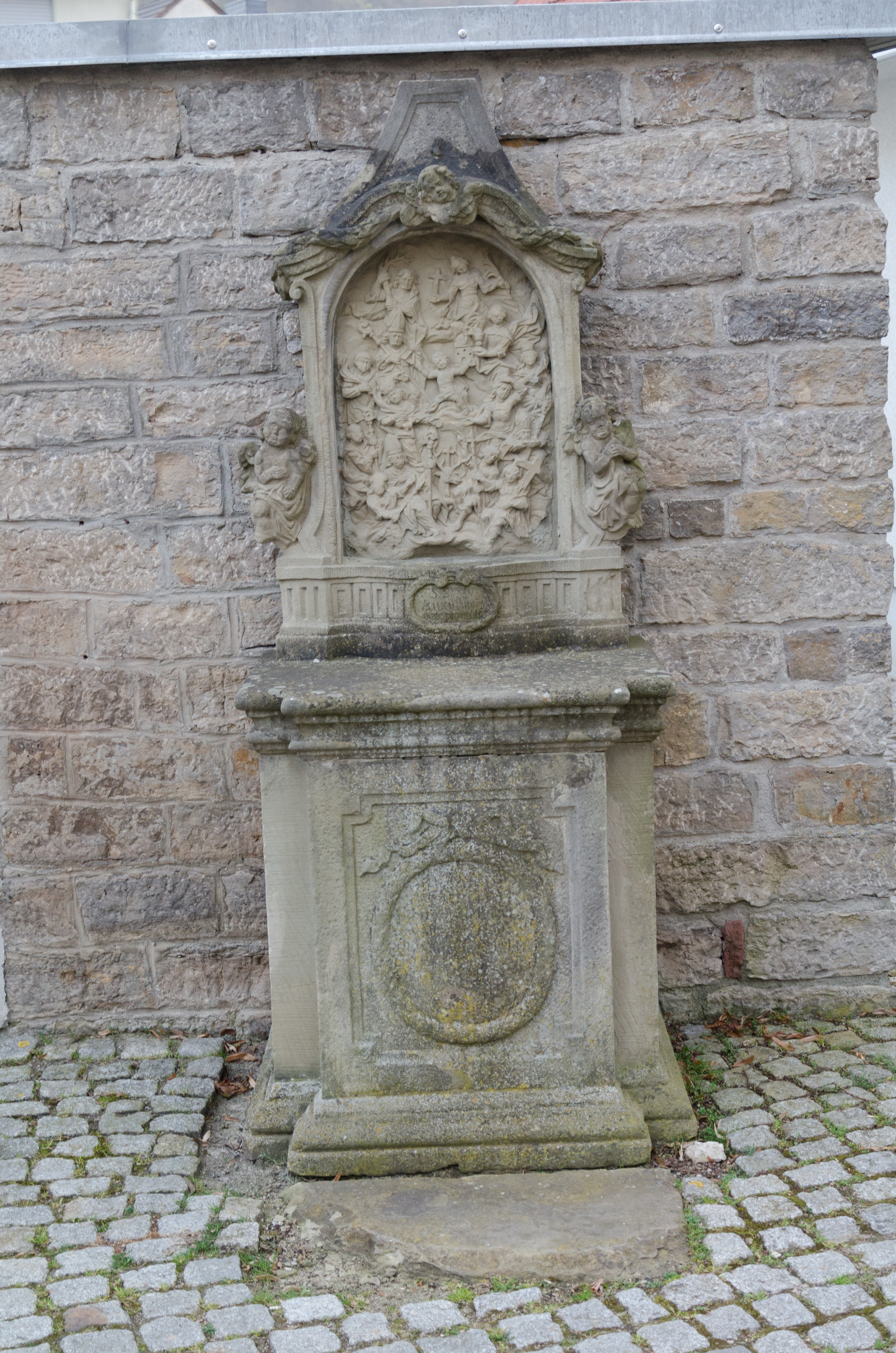
Prozessionsaltar, Lollbachgasse, Arnshausen

Der Prozessionsaltar mit der Adresse Lollbachgasse befindet sich in Arnshausen, einem Stadtteil von Bad Kissingen, der Großen Kreisstadt des unterfränkischen Landkreises Bad Kissingen. Er gehört zu den Bad Kissinger Baudenkmälern und ist unter der Nummer D-6-72-114-159 in der Bayerischen Denkmalliste registriert.

## Beschreibung
Der Prozessionsaltar besteht aus Sandstein und stammt aus dem Jahr 1795.
Der Altar ist aus einem vorgewölbten Tischsockel mit einem Relief und einer baldachinartigen Rückwand aufgebaut, die eine Darstellung Vierzehn Nothelfer beherbergt.
Der Sockel ist 98 cm hoch und weist, von Girlanden und Bändern umrahmt, folgende Inschrift auf:

„Zur Grösseren

Ehr Gottes  und denen

14. Heil. zu schuldigster

Dancksagung wegen gros

ser Lebensgefahr hat der

Ehrsame dies

bild machen lassen

1795“

Im Zentrum der Vierzehn Nothelfer mit ihren Attributen auf der flachen, 125 cm hohen Aufsatztafel befindet sich das segnende Jesuskind, darunter die lateinische Inschrift:

„S S XIV

Auxiliatores

orate pro nobis
(‚Heilige 14 (Not)Helfer,
bittet für uns.‘)“

Die Umrahmung zeigt klassizistische Elemente, während die an der Seite aufgesetzten Puttenköpfe stark verwittert sind. In den „Kunstdenkmälern des Königreiches Bayern, Unterfranken und Aschaffenburg, Heft X, Bad Kissingen 1914 KDM“ von 1914 wird eine Bekrönungsfigur des hl. Michael erwähnt, die aber inzwischen verloren gegangen ist.